# Botón (instrumento musical)

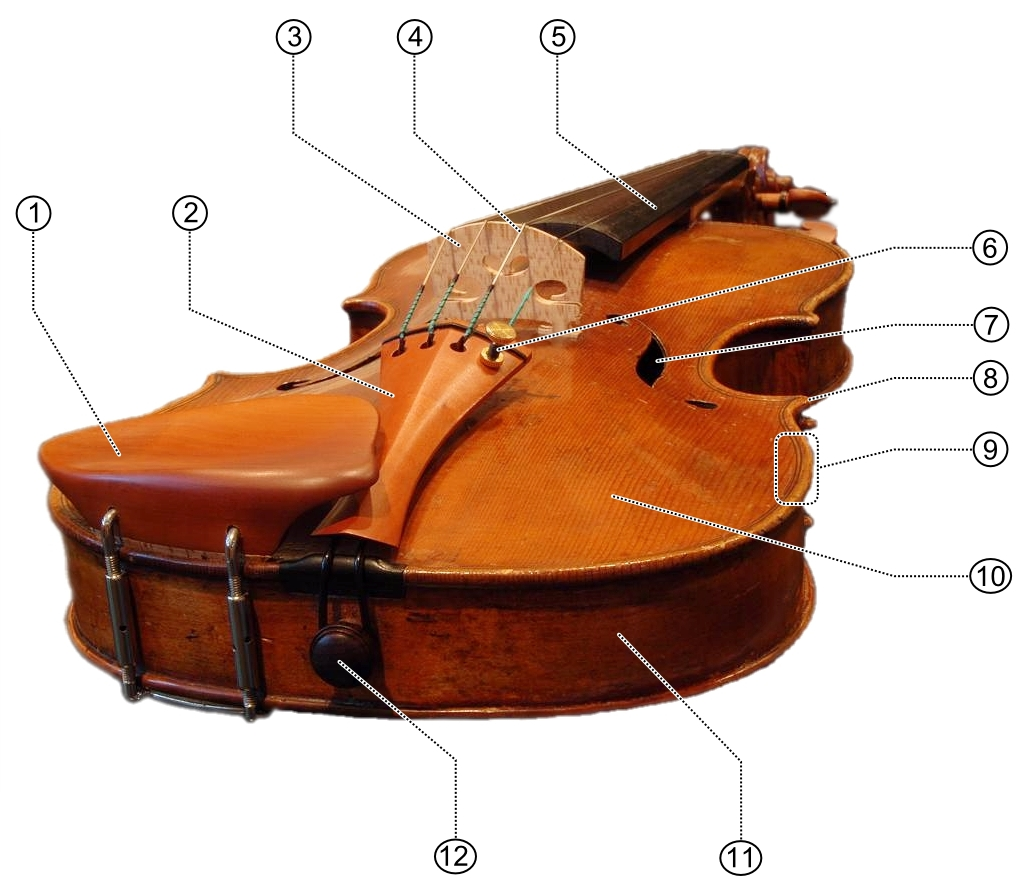
El número 12 es el botón del violín.

El botón es una pieza de algunos instrumentos de cuerda que cuando lo tienen funciona como dispositivo de anclaje para la sujeción de cordal, cuyo tamaño y forma varía de acuerdo al tamaño y al propio diseño original del instrumento.

## Instrumentos de música culta
En los instrumento propios de la música culta, el botón tiene una típica forma de "hongo" (de tronco corto), en madera dura (por ejemplo ébano) o plástico, tradicionalmente del mismo color del instrumento. 
Su parte inferior -base más angosta- se ancla al cuerpo formando parte de la faja y se ubica en el extremo opuesto donde el mástil se une con el cuerpo.